# Groupe d'astronautes 15

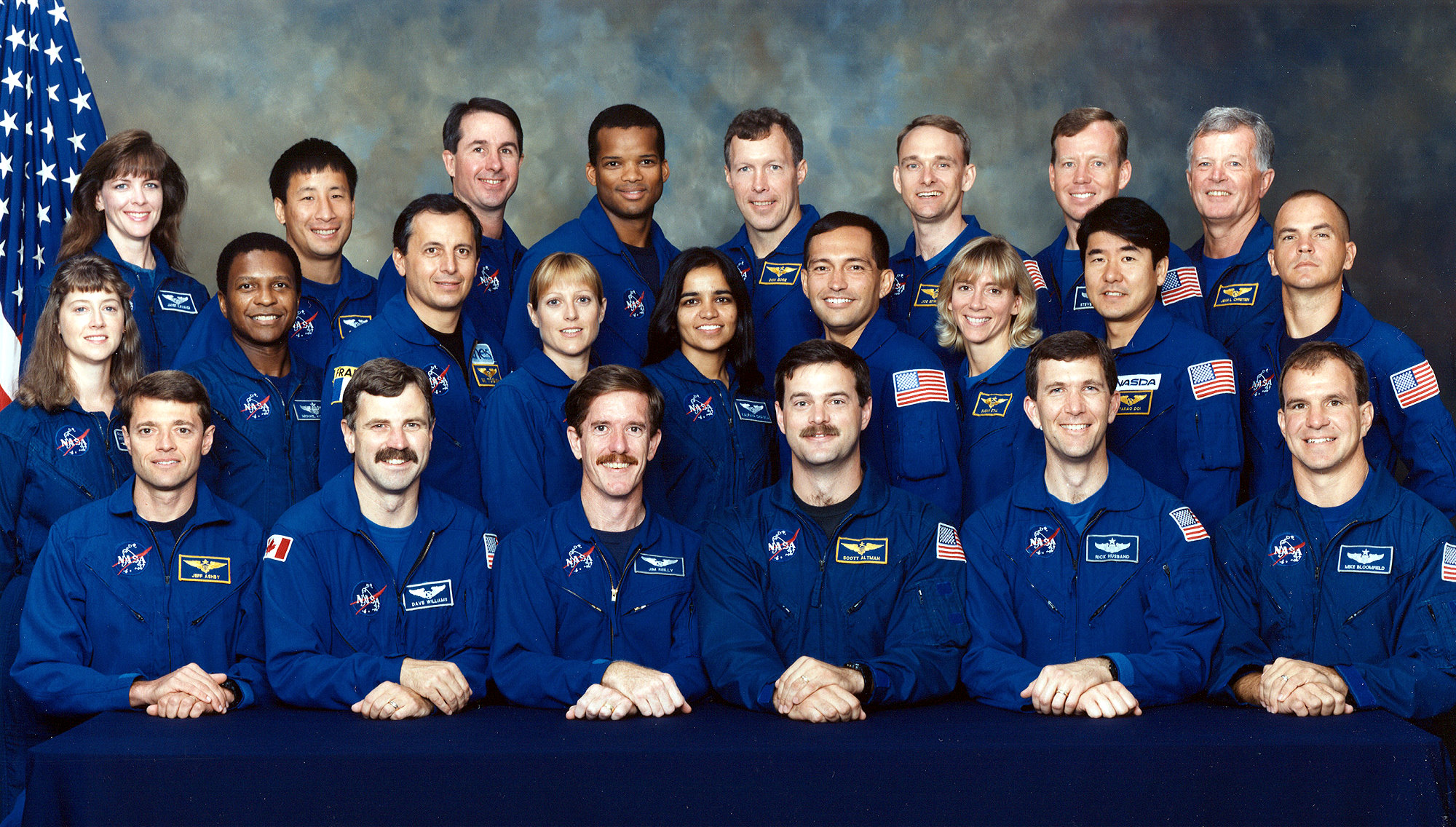
Photo du groupe

Le groupe d'astronautes 15 de la NASA (surnommé « The Flying Escargot ») est un groupe de 23 astronautes sélectionnés en 1994. Le nom du groupe pour ces astronautes en formation était à l'origine Slugs car aucun groupe n'avait été convoqué l'année précédente et le groupe tardait donc à arriver. Les membres du groupe ont adopté The Flying Escargot comme surnom, probablement en référence à deux membres du groupe venant de France. Le groupe a comporté dix pilotes, neuf spécialistes de mission et quatre spécialistes de mission internationaux.

## Pilotes
- Scott Douglas Altman [1]
  - Pilote, STS-90 (Columbia; Neurolab)
  - Pilote, STS-106 (Atlantis)
  - Commandant, STS-109 (Columbia)
  - Commandant, STS-125 (Atlantis)
- Jeffrey Ashby [2]
  - Pilote, STS-93 (Columbia)
  - Pilote, STS-100 (Endeavour)
  - Commandant, STS-112 (Atlantis)
- Michael Bloomfield [3]
  - Pilote, STS-86 (Atlantis)
  - Pilote, STS-97 (Endeavour)
  - Commandant, STS-110 (Atlantis)
- Joe F. Edwards, Jr.[4]
  - Pilote, STS-89 (Endeavour)
- Dominic L. Pudwill Gorie [5]
  - Pilote, STS-91 (Discovery)
  - Pilote, STS-99 (Endeavour)
  - Commandant, STS-108 (Endeavour)
  - Commandant, STS-123 (Endeavour)
- Rick Husband [6]
  - Pilote, STS-96 (Discovery)
  - Commandant, STS-107 (Columbia)
- Steven Lindsey [7]
  - Pilote, STS-87 (Columbia)
  - Pilote, STS-95 (Discovery)
  - Commandant, STS-104 (Atlantis)
  - Commandant, STS-121 (Discovery)
  - Commandant, STS-133 (Discovery)
- Pamela Melroy [8]
  - Pilote, STS-92 (Discovery)
  - Pilote, STS-112 (Atlantis)
  - Commandant, STS-120 (Discovery)
- Susan L. Still-Kilrain [9]
  - Pilote, STS-83 (Columbia)
  - Pilote, STS-94 (Columbia)
- Frederick Sturckow [10]
  - Pilote, STS-88 (Endeavour)
  - Pilote, STS-105 (Discovery)
  - Commandant, STS-117 (Atlantis)
  - Commandant, STS-128 (Discovery)

## Spécialistes de mission
- Michael P. Anderson [11]
  - Spécialiste de mission, STS-89 (Endeavour)
  - Spécialiste de mission, STS-107 (Columbia)
- Kalpana Chawla [12]
  - Spécialiste de mission, STS-87 (Columbia)
  - Spécialiste de mission, STS-107 (Columbia)
- Robert Curbeam [13]
  - Spécialiste de mission, STS-85 (Discovery)
  - Spécialiste de mission, STS-98 (Atlantis)
  - Spécialiste de mission, STS-116 (Discovery)
- Kathryn Hire [14]
  - Spécialiste de mission, STS-90 (Columbia)
  - Spécialiste de mission, STS-130 (Endeavour)
- Janet Lynn Kavandi [15]
  - STS-91 (Discovery)
  - STS-99 (Endeavour)
  - STS-104 (Atlantis)
- Edward Tsang Lu [16]
  - Spécialiste de mission, STS-84  (Atlantis)
  - Spécialiste de mission, STS-104 (Atlantis)
  - Ingénieur de vol, Soyouz TMA-2
  - Ingénieur de vol, Expédition 7
- Carlos I. Noriega [17]
  - Spécialiste de mission, STS-84 (Atlantis)
  - Spécialiste de mission, STS-97 (Endeavour)
- James F. Reilly [18]
  - STS-89 (Discovery)
  - STS-104 (Atlantis)
  - STS-117 (Atlantis)
- Stephen Robinson [19]
  - STS-85 (Discovery)
  - STS-95 (Discovery)
  - STS-114 (Discovery)
  - STS-130 (Endeavour)

## Spécialistes de mission internationaux
- Jean-Loup Chrétien (France)[20]
  - Cosmonaute de recherche, Soyouz T-6
  - Cosmonaute de recherche, Soyouz TM-6/TM-7 (Mir Aragatz (en))
  - Spécialiste de mission, STS-86 (Atlantis)
- Takao Doi (Japon)[21]
  - Spécialiste de mission, STS-87 (Columbia)
  - Spécialiste de mission, STS-123 (Endeavour)
- Michel Tognini (France)[22]
  - Cosmonaute de recherche, Soyouz TM-14/TM-15
  - Spécialiste de mission, STS-93 (Columbia)
- Dafydd Williams (Canada)[23]
  - Spécialiste de mission, STS-90 (Columbia)
  - Spécialiste de mission, STS-118 (Endeavour)